# Wyżymaczka

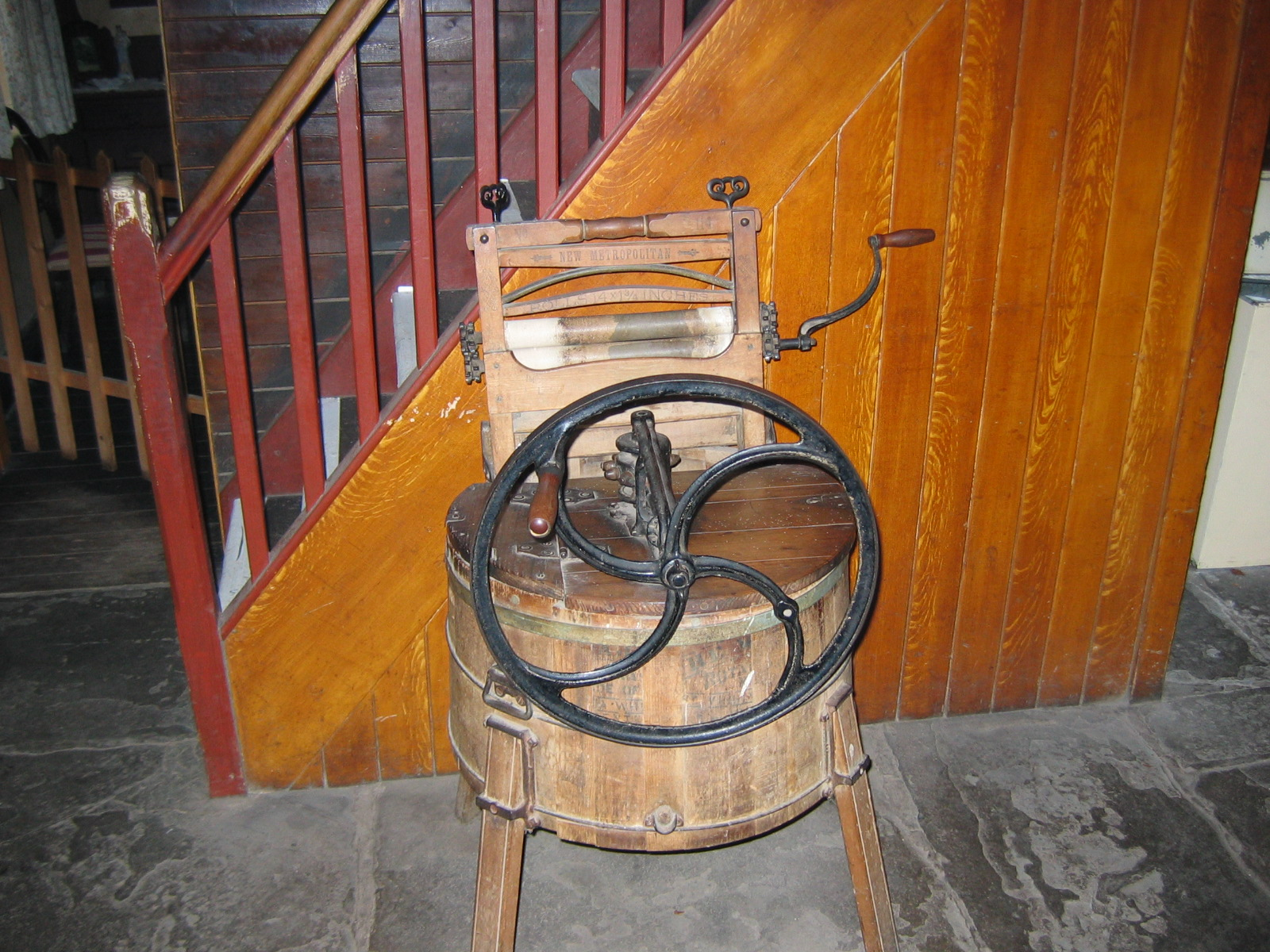
Wyżymaczka (z mniejszą korbą, w głębi) zainstalowana przy pralce z napędem ręcznym (duża korba na pierwszym planie)

Wyżymaczka – urządzenie do wyciskania nadmiaru wody ze świeżo wypranych sztuk odzieży lub bielizny, składające się z przylegających do siebie dwóch wałków, z których jeden napędzany jest korbką. Wałki mogą być pokryte drewnem, gumą lub tworzywem sztucznym i sprężyście do siebie dociskane tak, aby możliwe było wciśnięcie pomiędzy nie – poprzez pokręcanie korbką – wypranej odzieży. Przez wyciśnięcie wody z tkaniny można znacznie skrócić czas schnięcia wypranej odzieży, a także zapobiec (lub znacznie ograniczyć) efekt rozciągania się tkaniny pod wpływem ciężaru wody w niej zawartej.

## Geneza i zanik
Urządzenia tego rodzaju bywały wyposażeniem uzupełniającym dla prostych modeli pralek, m.in. w popularnej w Polsce w latach 60. XX wieku i w dekadzie następnej pralce „Frania”. Praktycznie wyszły już z użycia w gospodarstwach domowych tak w Polsce, jak w innych krajach średnio i wysoko rozwiniętych, zastąpione przez wysokoobrotowe wirówki lub funkcję wirowania zaprogramowaną w pralkach automatycznych.
Ze względu na prostotę konstrukcji wyżymaczki nadal znajdują zastosowanie:
- w uboższych gospodarstwach domowych;
- w specyficznych zastosowaniach, np. do wyżymania irchy w myjniach samochodowych, albo do regeneracji sorpcyjnych rękawów, mat i wykładzin wykorzystywanych przy zbieraniu zanieczyszczeń z powierzchni zbiorników wodnych.